# Kosmodroom Vostotsjny

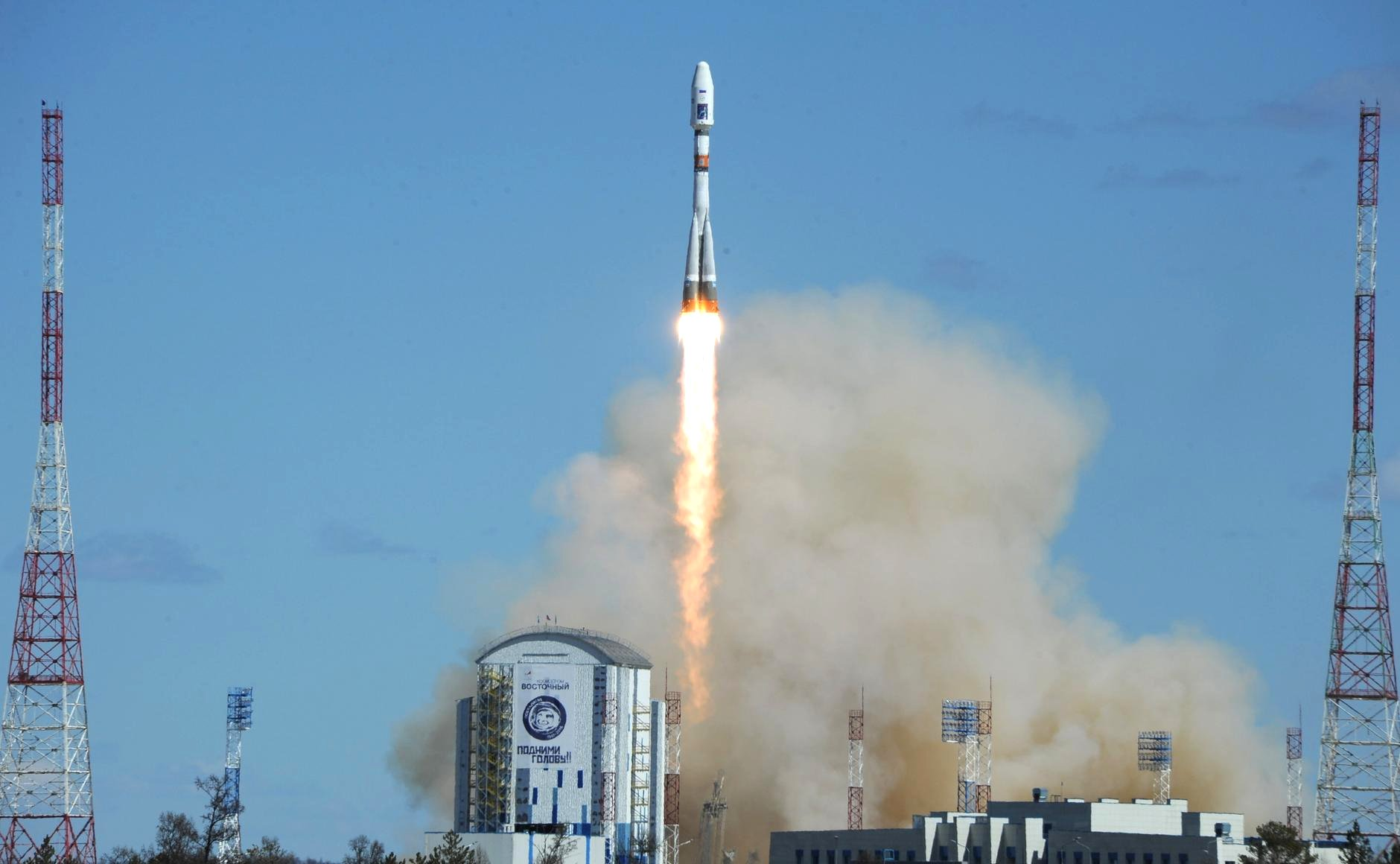
De eerste lancering vanaf Kosmodroom Vostotsjny in 2016

Kosmodroom Vostotsjny (Russisch: Космодром Восточный) in Rusland is een lanceerbasis van het Russische ruimteagentschap Roskosmos die in het oosten van Rusland is gelegen. "Vostotsjny" betekent letterlijk "oostelijk". In 2016 werd de eerste raket er gelanceerd.
Rusland wil door deze nieuwe lanceerplaats minder afhankelijk van Kosmodroom Bajkonoer in Kazachstan worden. Bovendien betaalt Roskosmos huur aan Kazachstan voor het lanceren vanuit Bajkonoer en bespaart Roskokosmos geld door vanaf Vostotsjny te lanceren.

## Geschiedenis
Het ontwerp voor de basis werd in 2010-2011 gemaakt waarna de bouw begon. De lanceerbasis had in 2018 voltooid moeten zijn, maar de bouw werd door corruptie, stakingen  en ontwerpfouten flink vertraagd. Stakingen braken uit doordat de corrupte hoofdaannemer de salarissen van zijn bouwvakkers in eigen zak stak en uitbetaling meer dan een half jaar op zich liet wachten. Ook bleek de assemblagehangar voor de Sojoez 2-raketten te zijn ontworpen voor een kleinere, oudere variant van de Sojoez waardoor de Sojoez 2 er niet in paste. Inmiddels zijn de systemen voor Sojoez 2-raketten volledig operationeel.
Bij de bouw van de kosmodroom is volgens de BBC een bedrag ter waarde van minimaal 133 miljoen Pond op corrupte wijze verdwenen. Verschillende top officials zijn daarvoor in de gevangenis beland.
De ruimtebasis wordt ook gebruikt voor politiek overleg. Zo ontving de Russische president Poetin er de Belarussische president Loekasjenko in april 2022 en de Noord-Koreaanse leider Kim Jong-un in september 2023.

## Lanceerplatforms
Er staan drie lanceerplatforms gepland.
- Complex 1S is voor de Sojoez ingericht en werd op 28 april 2016 voor het eerst gebruikt.
- Complex 1A voor de Angara. Een serie medium tot heavy lift-raketten die werden ontwikkeld  om de Proton-M te vervangen. Met de bouw van dit platform was in augustus 2019 aangevangen.[3] De eerste lancering van dit platform was op 12 april 2024.
- PU-3 wordt de lanceerplaats voor Ruslands super heavy lift-raket.

## Trivia
- Nieuwe routines veroorzaken in de ruimtevaart een enkele keer fouten. In november 2017 mislukte de tweede Sojoezlancering vanaf Vostotsjny doordat de Fregat-trap per abuis was geprogrammeerd voor een lancering vanaf Bajkonoer. De rakettrap bevond zich daardoor na de lancering ergens anders dan hij volgens de boordcomputer zou moeten zijn en draaide zich om en stuurde de satelliet Meteor-M terug richting de Aarde.
- Het plan voor bemande ruimtevluchten vanuit Vostotsjny brengt een moeilijkheid met zich mee. Wanneer een lancering tijdens de vlucht zou worden afgebroken zou de capsule op een plaats in zee landen waar Rusland weinig schepen beschikbaar heeft. Kosmonauten zouden dan mogelijk dagen in hun capsule moeten wachten op een bergingsschip. Bemande Sojoezvluchten staan niet gepland. Wel staan er vanaf op zijn vroegst 2025 bemande vluchten van de nieuwe Orjol-capsule op de planning.